# Пливање на Летњим олимпијским играма 2012 — 100 метара прсно за мушкарце
Пливачка трка на 100 метара прсним стилом за мушкарце на Летњим олимпијским играма 2012. у Лондону одржана је 28. јула (квалификације и полуфинале) и 29. јула (финале) на базену центра за водене спортове. Учествовало је укупно 44 такмичара из 36 земаља.
Златну медаљу и нови светски рекорд остварио је пливач из Јужне Африке Камерон ван дер Бург испливавши време од 58,46 у финалној трци. Ван дер Бург је дан раније, у полуфиналу поставио нови олимпијски рекорд (58,83).
Бранилац златне медаље из Пекинга 2008. Јапанац Косуке Китаџима освојио је 5. место у финалу.
Током два дана такмичења у овој дисциплини је оборено и 6 националних рекорда.

## Освајачи медаља
|                      | Резултат |                    | Резултат |                | Резултат |
|                      |          |                    |          |                |          |
| Камерон ван дер Бург | 58,46 СР | Кристијан Спренџер | 58,93    | Брендан Хансен | 59,49    |

## Рекорди
Пре почетка олимпијских игара у овој дисциплини важили су следећи рекорди:
| Светски рекорд    | Брендон Рикард  | 58,58 | Рим, Италија | 27. јул 2009.     | [ 1 ] |
| Олимпијски рекорд | Косуке Китаџима | 58,91 | Пекинг, Кина | 15. октобар 2008. | --    |

Током такмичења остварени су следећи нови рекорди:
| Датум   | Коло       | Пливач               | Националност | Резултат | ОР | СР |
| ------- | ---------- | -------------------- | ------------ | -------- | -- | -- |
| 28. јул | Полуфинале | Камерон ван дер Бург | Јужна Африка | 58,83    | ОР |    |
| 29. јул | Финале     | Камерон ван дер Бург | Јужна Африка | 58,46    | ОР | СР |

## Учесници
Укупно 44 пливача из 36 земаља учествовало је у овој пливачкој дисиплини. Од тог броја њих 24 је изборило директан пласман испливавши квалификациону норму од 1:00,79 секунди. Такмичари који су имали време боље од 1:01,92 (њих 15) су накнадно добили позив за учешће на играма. Светска пливачка федерација је доделила и 5 специјалних позивница за ову дисциплину.
| Начин квалификације                     | Квота | Квалификанти |
| --------------------------------------- | ----- | --- |
| Олимпијска А норма 1:00,79              | 2     | Кристијан Спренџер Брентон Рикард |
| Олимпијска А норма 1:00,79              | 2     | Фелипе Лима Фелипе Франча Силва |
| Олимпијска А норма 1:00,79              | 2     | Хендрик Фелдвер Кристијан вон Лен |
| Олимпијска А норма 1:00,79              | 2     | Крег Бенсон Мајкл Џејмисон |
| Олимпијска А норма 1:00,79              | 2     | Матија Песке Фабио Скоцоли |
| Олимпијска А норма 1:00,79              | 2     | Косуке Китаџима Рјо Татеиши |
| Олимпијска А норма 1:00,79              | 2     | Брендан Хансен Ерик Шанто |
| Олимпијска А норма 1:00,79              | 1     | Скот Дикенс |
| Олимпијска А норма 1:00,79              | 1     | Данијел Ђурта |
| Олимпијска А норма 1:00,79              | 1     | Бери Марфи |
| Олимпијска А норма 1:00,79              | 1     | Гиједријус Титенис |
| Олимпијска А норма 1:00,79              | 1     | Ленарт Стекеленбург |
| Олимпијска А норма 1:00,79              | 1     | Глен Снидерс |
| Олимпијска А норма 1:00,79              | 1     | Роман Слуднов |
| Олимпијска А норма 1:00,79              | 1     | Дамир Дугоњич |
| Олимпијска А норма 1:00,79              | 1     | Камерон ван дер Бург |
| Олимпијска А норма 1:00,79              | 1     | Валериј Димо |
| Олимпијско квалификационо време 1:02,92 | 15    | Ђакомо Перез Дортона Имри Ганијел Ли Сјајан Панајотис Самилидис Давид Шулич Карлос Алмеида Драгос Агаче Мартин Ливамаги Влад Пољаков Јакоб Јохан Свејнсон Лорен Карно Чаба Силађи Едгар Креспо Данила Артјомов Малик Фол |
| Специјалне позивнице                    | 5     | Ваел Кубрусли Дигуан Пигот Азад Ал-Барази Амини Фонуа Мубарак Ал Бешер |
| Укупно                                  | 44    | |

## Квалификације
У квалификацијама је учествовало 44 пливача из 36 земаља који су били распоређени у 6 квалификационих група. Пласман у полуфинала обезбедило је 16 најбоље пласираних пливача, а време потребно за пласман у полуфинале износило је 1:00,57 (време 16. места). У квалификацијама су оборена и два национална рекорда (Мађарске и Канаде).
| Пла. | Трка | Стаза | Пливач               | НОК                       | Резулат | Нап.   |
| ---- | ---- | ----- | -------------------- | ------------------------- | ------- | ------ |
| 1.   | 6    | 3     | Кристијан Спренџер   | Аустралија                | 59,62   | КВ     |
| 2.   | 6    | 4     | Косуке Китаџима      | Јапан                     | 59,63   | КВ     |
| 3.   | 6    | 2     | Гиједриус Титенис    | Литванија                 | 59,68   | КВ     |
| 4.   | 4    | 6     | Данијел Ђурта        | Мађарска                  | 59,76   | КВ, НР |
| 5.   | 5    | 3     | Глен Снидерс         | Нови Зеланд               | 59,78   | КВ     |
| 6.   | 4    | 4     | Камерон ван дер Бург | Јужноафричка Република    | 59,79   | КВ     |
| 7.   | 5    | 2     | Скот Дикенс          | Канада                    | 59,85   | КВ, НР |
| 8.   | 6    | 5     | Рјо Татеиши          | Јапан                     | 59,86   | КВ     |
| 9.   | 5    | 7     | Мајкл Џејмисон       | Уједињено Краљевство      | 59,89   | КВ     |
| 10.  | 4    | 5     | Брендан Хансен       | Сједињене Америчке Државе | 59,93   | КВ     |
| 11.  | 5    | 6     | Ерик Шанто           | Сједињене Америчке Државе | 59,96   | КВ     |
| 12.  | 5    | 4     | Фабио Скоцоли        | Италија                   | 59,99   | КВ     |
| 13.  | 4    | 2     | Крег Бенсон          | Уједињено Краљевство      | 1:00,04 | КВ     |
| 14.  | 4    | 3     | Брентон Рикард       | Аустралија                | 1:00,07 | КВ     |
| 15.  | 5    | 5     | Фелипе Франча Силва  | Бразил                    | 1:00,38 | КВ     |
| 16.  | 6    | 6     | Фелипе Лима          | Бразил                    | 1:00,57 | КВ     |
| 17.  | 3    | 4     | Ђакомо Перез Дортона | Француска                 | 1:00,59 |        |
| 18.  | 5    | 1     | Дамир Дугоњич        | Словенија                 | 1:00,77 |        |
| 19.  | 6    | 1     | Кристијан вон Лен    | Немачка                   | 1:00,78 |        |
| 20.  | 4    | 7     | Ленарт Стекеленбург  | Холандија                 | 1:00,96 |        |
| 21.  | 6    | 7     | Хендрик Фелдвер      | Немачка                   | 1:01,00 |        |
| 22.  | 3    | 6     | Панајотис Самилидис  | Грчка                     | 1:01,20 |        |
| 23.  | 4    | 1     | Валериј Димо         | Украјина                  | 1:01,27 |        |
| 23.  | 5    | 8     | Матија Песке         | Италија                   | 1:01,27 |        |
| 25.  | 3    | 1     | Карлос Алмеида       | Португалија               | 1:01,40 |        |
| 26.  | 2    | 3     | Лорен Карно          | Луксембург                | 1:01,46 |        |
| 27.  | 6    | 8     | Роман Слуднов        | Русија                    | 1:01,47 |        |
| 28.  | 3    | 3     | Ли Сјајан            | Кина                      | 1:01,55 |        |
| 29.  | 3    | 8     | Мартин Ливамаги      | Естонија                  | 1:01,57 |        |
| 29.  | 4    | 8     | Бери Марфи           | Ирска                     | 1:01,57 |        |
| 31.  | 2    | 6     | Чаба Силађи          | Србија                    | 1:01,95 |        |
| 32.  | 3    | 2     | Давид Шулич          | Пољска                    | 1:02,07 |        |
| 32.  | 3    | 5     | Имри Ганијел         | Израел                    | 1:02,07 |        |
| 34.  | 2    | 4     | Владислав Пољаков    | Казахстан                 | 1:02,15 |        |
| 35.  | 2    | 2     | Едгар Креспо         | Панама                    | 1:02,18 |        |
| 36.  | 2    | 5     | Јакоб Јохан Свејнсон | Исланд                    | 1:02,65 |        |
| 37.  | 2    | 1     | Малик Фол            | Сенегал                   | 1:02,93 |        |
| 38.  | 3    | 7     | Драгос Агаче         | Румунија                  | 1:02,93 |        |
| 39.  | 2    | 8     | Азад Ал-Барази       | Сирија                    | 1:03,48 |        |
| 40.  | 2    | 7     | Данила Артјомов      | Молдавија                 | 1:03,57 |        |
| 41.  | 1    | 4     | Амини Фонуа          | Тонга                     | 1:03,65 |        |
| 42.  | 1    | 3     | Мубарак Ал Бешер     | Уједињени Арапски Емирати | 1:05,26 |        |
| 43.  | 1    | 5     | Дигуан Пигот         | Суринам                   | 1:05,55 |        |
| 44.  | 1    | 6     | Ваел Кубрусли        | Либан                     | 1:07,06 |        |

## Полуфинале
Кроз две полуфиналне трке 8 пливача са најбољим резултатима остварило је пласман у финале. Прва трка је била знатно бржа и чак 6 пливача из те групе се пласирало у финале. Камерун ван дер Бург је са временом 58,83 поставио нови олимпијски рекорд. Данијел Ђурта је по други пут у току дана оборио национални рекорд Мађарске.
Полуфинале 1
| Плас. | Стаза | Пливач               | НОК                       | Резултат | Нап.   |
| ----- | ----- | -------------------- | ------------------------- | -------- | ------ |
| 1.    | 3     | Камерон ван дер Бург | Јужноафричка Република    | 58,83    | ОР, КВ |
| 2.    | 7     | Фабио Скоцоли        | Италија                   | 59,44    | КВ     |
| 3.    | 1     | Брентон Рикард       | Аустралија                | 59,50    | КВ     |
| 4.    | 4     | Косуке Китаџима      | Јапан                     | 59,69    | КВ     |
| 5.    | 5     | Данијел Ђурта        | Мађарска                  | 59,74    | КВ, НР |
| 6.    | 2     | Брендан Хансен       | Сједињене Америчке Државе | 59,78    | КВ     |
| 7.    | 6     | Рјо Татеиши          | Јапан                     | 59,93    |        |
| 8.    | 8     | Фелипе Лима          | Бразил                    | 1:00,08  |        |

Полуфинале 2
| Пла. | Стаза | Пливач              | НОК                       | Резултат | Нап. |
| ---- | ----- | ------------------- | ------------------------- | -------- | ---- |
| 1.   | 4     | Кристијан Спренџер  | Аустралија                | 59,61    | КВ   |
| 2.   | 5     | Гиједриус Титенис   | Литванија                 | 59,66    | КВ   |
| 3.   | 2     | Мајкл Џејмисон      | Уједињено Краљевство      | 59,89    |      |
| 4.   | 7     | Ерик Шанто          | Сједињене Америчке Државе | 59,96    |      |
| 5.   | 8     | Фелипе Франча Силва | Бразил                    | 1:00.01  |      |
| 6.   | 1     | Крег Бенсон         | Уједињено Краљевство      | 1:00,13  |      |
| 7.   | 3     | Глен Снидерс        | Нови Зеланд               | 1:00,15  |      |
| 8.   | 6     | Скот Дикенс         | Канада                    | 1:00,16  |      |

## Финале
Камерун ван дер Бург је отпливао још једну сјајну трку и поставио нови светски и олимпијски рекорд. Ветеран Брендан Хансен је помало изненађујуће дошао до бронзане медаље испред Ђурте који је по трећи пут поправио национални рекорд.
Била је ово уједно и последња професионална трка недашањег светског и олимпијског првака Косуке Китаџиме.
| Пла. | Стаза | Пливач               | НОК                       | Резултат | Нап. |
| ---- | ----- | -------------------- | ------------------------- | -------- | ---- |
|      | 4     | Камерон ван дер Бург | Јужноафричка Република    | 58,46    | СР   |
|      | 6     | Кристијан Спренџер   | Аустралија                | 58,93    |      |
|      | 8     | Брендан Хансен       | Сједињене Америчке Државе | 59,49    |      |
| 4.   | 1     | Данијел Ђурта        | Мађарска                  | 59.53    | НР   |
| 5.   | 7     | Косуке Китаџима      | Јапан                     | 59,79    |      |
| 6.   | 3     | Брентон Рикард       | Аустралија                | 59,87    |      |
| 7.   | 5     | Фабио Скоцоли        | Италија                   | 59,97    |      |
| 8.   | 2     | Гиједриус Титенис    | Литванија                 | 1:00,84  |      |